# Universal Automatic Calculator
Universal Automatic Calculator, Univac, var navnet på en serie computere hvoraf den første var Univac I. Univac I brugte 5000 elektronrør. Der blev fremstillet 46 stk Univac I.
Grace Hopper deltog i udviklingen af Univac.
Univac brugte sig af et-komplement så man kunne have både -0 og +0.
Som kuriosa kan også nævnes at forfatteren Isaac Asimov kaldte en computer, som dukkede op flere gange i hans noveller for Multivac.